# Cha và con
Cha và con là cuốn tiểu thuyết năm 1862 của Ivan Turgenev, và là cuốn nổi tiếng nhất của ông. Tên nguyên văn tiếng Nga: Отцы и дети (Ottsy i Deti), nghĩa đen là "Những người cha và những đứa con".

## Hoàn cảnh ra đời
Những người cha và những đứa con trong cuốn tiểu thuyết trưởng thành giữa hai thế hệ khác nhau, và nhân vật Yevgeny Bazarov được xem như "người Bolshevik đầu tiên" vì tư tưởng triết học hư vô và chống đối tầng lớp bề trên của chàng.
Turgenev viết Cha và con để phản ánh sự xung đột giữa các thế hệ mà ông thấy trong xã hội Nga 1830-1840 và sự phát triển của khuynh hướng hư vô. Tất cả những người theo chủ nghĩa này (những người con) tìm kiếm sự thay đổi xã hội Nga lúc bấy giờ theo hướng thân phương Tây. Khuynh hướng này trái ngược với phe thân Xlavơ bảo thủ luôn tin vào Chính giáo Nga.
Cha và con có thể được xem như cuốn tiểu thuyết hiện đại đầu tiên của nền văn học Nga.(Những linh hồn chết của Gogol thường được xem như thiên sử thi diễn bằng văn xuôi theo phong cách Hài kịch thần thánh của Dante). Cuốn tiểu thuyết mở ra hai tuyến nhân vật, với sự sụp đổ dần dần của tư tưởng hư vô của Bazarov và Arkady trước tình cảm cá nhân, đặc biệt trong tình huống tình yêu của Bazarov dành cho bà Odintsova và Fenichka.
Tiểu thuyết cũng là tác phẩm văn học Nga đầu tiên gây được sự chú ý của phương Tây và sự đồng tình của nhiều tiểu thuyết gia lớn như Gustave Flaubert, Guy de Maupassant, và Henry James, chứng tỏ rằng văn học Nga đã hàm ơn Ivan Turgenev rất nhiều.

## Nhân vật chính
- Yevgeny Vasil'evich Bazarov - Một sinh viên y khoa theo thuyết hư vô, bạn cố vấn của Arkady, là người thách thức những tư tưởng của anh em ông Kirsanov và truyền thống chính giáo Nga của cha mẹ chàng.
- Arkady Nikolaevich Kirsanov - Vừa tốt nghiệp đại học St. Petersburg và là bạn của Bazarov. Chàng cũng theo chủ nghĩa hư vô, mặc dù niềm tin đó có vẻ dựa vào sự khâm phục của chàng dành cho Bazarov hơn là tư tưởng của chính bản thân.
- Nikolai Petrovich Kirsanov - Một điền chủ, theo chủ nghĩa dân chủ, cha của Arkady. Khi xuất hiện ông rất ngượng ngùng khi phải thừa nhận nàng người tình thuộc tầng lớp bình dân Fenichka, nhưng với những tư tưởng được biết qua những người theo thuyết hư vô, và cuối cùng được sự đồng tình của con trai, ông đã cưới nàng.
- Pavel Petrovich Kirsanov - anh trai của ông Nikolai, thuộc giai cấp tư sản mang dòng dõi quý tộc, luôn kiêu hãnh về danh giá xuất thân những có đầu óc cải cách. Mặc dù miễn cưỡng thông cảm với những người theo chủ nghĩa hư vô, ông vẫn rất thù ghét Bazarov.
- Vasily Ivanovich Bazarov - Cha của Bazarov, một bác sĩ quân y về hưu, là một cai nông nô nhỏ. Có học và trí óc được mở mang, ông vẫn như các nhân vật khác, thôn quê kiềm toả ông khỏi những tư tưởng cách tân. Ông là một người yêu nước truyền thống, hết tâm can phụng sự cho Chúa và con trai Yegveny.
- Arina Vlas'evna Bazarova - mẹ Bazarov. Một phụ nữ rất mực cổ điển với khuôn thước đàn bà quý tộc Moscov thế kỉ XV: Một tín đồ chính giáo, bị lấp đầy bởi những chuyện hoang đường. Bà rất mực yêu thương con trai nhưng cũng rất kinh sợ chàng và sự không có đức tin của chàng.
- Anna Sergeevna Odintsova - Một quả phụ giàu có và đẹp tuyệt trần đã mời những người có tư tưởng hư vô tới trang trại tư gia. Bà yêu Bazarov, nhưng không thể thừa nhận vì sợ những cảm xúc bấn loạn có thể đến. Tình yêu dành cho bà là sự chống đối tư tưởng chính mình trong bản thân Bazarov.
- Katerina Sergeevna Lokteva - Nhân vật tương đồng với Arkady và là em gái của Anna. Nàng sống vui vẻ cạnh chị gái nhưng thiếu tự tin, nhận ra quá khó để thoát ra khỏi cái bóng của Anna Sergeevna. Sự nhút nhát này khiến cho tình yêu giữa cô với Arkady bị cản trở.
- Fenichka - Người tình của ông Nikolai, và có với ông một đứa con ngoài giá thú. Cản trở ngấm ngầm của cuộc hôn nhân này và có lẽ cả cuộc hôn nhân trước của Nikolai là sự khác biệt giai cấp và gánh nặng của những giá trị truyền thống.
- Viktor Sitnikov - Một người bạn ngu dốt và thích phô trương của Bazarov.